# Col (joc)
Col este un joc care implică colorarea unor zone ale unui desen liniar, conform regulilor colorării grafurilor.
Jocul este jucat de doi jucători, iar la fiecare mișcare, desenul trebuie să rămână coerent din punct de vedere al culorilor, adică să nu existe două zone adiacente de aceeași culoare. Jucătorul ce nu va mai putea face nicio mișcare corectă, pierde.
Acest joc a fost descris și analizat de către John Conway, care i-a atribuit meritele lui Colin Vout în cartea "On Numbers and Games" (traducere în română: "Despre numere și jocuri").